# Eugen A. Meier
Eugen Anton Meier (* 4. August 1933 in Basel; † 4. Mai 2004 in Naters) war ein Schweizer Autor von Schriften zur Geschichte der Stadt Basel, Grossrat und lokaler Sportfunktionär.

## Leben
Eugen A. Meier hat eine Bibliotheks-Lehre an der Universitätsbibliothek Basel absolviert. In den 1960er Jahren war er Assistent im Staatsarchiv Basel-Stadt, zudem zweiter Börsenschreiber an der Basler Effektenbörse.
Obwohl Autodidakt auf dem Gebiet der Geschichtskunde, verfasste er ab den 1960er Jahren zahlreiche Bücher und Aufsätze über Themen der Basler Lokalhistorie in Stadt und Land. Er wirkte dabei auch als Herausgeber oder Verleger. Seine Publikationen fanden aufgrund ihres eingängigen Schreibstils und ihrer vielfältigen Thematik bei einer grossen Leserschaft Anklang. Bei Fachhistorikern sind sie jedoch umstritten, da Quellennachweise fehlen und Zitate aus historischen Quellen oft fehlerhaft wiedergegeben sind. Meiers Bücher gelten allerdings als Fundgrube für historische Bildquellen, die sonst schwer zugänglich sind, da sie sich nicht selten in Privatbesitz befinden.
Von 1972 bis 1988 und erneut ab 1992 politisierte Meier im Grossen Rat, anfangs für die CVP, später für die DSP. Ebenso sass er im Bürgergemeinderat und im Bankrat der Basler Kantonalbank.
Darüber hinaus engagierte er sich in vielen Bereichen des gesellschaftlichen Lebens seiner Stadt. So war er Gründungsmitglied der Stiftung Basler Fähren und amtete als Statthalter der Schiffleutezunft. Er war Vorgesetzter der Kleinbasler Ehrengesellschaft zum Rebhaus und 1986/1987 Vorsitzender Meister der Basler Zünfte und Ehrengesellschaften.
Besonders interessierte ihn auch der Sport: Als Jugendlicher spielte er Fussball beim FC Nordstern, 1956 trat er dem RTV 1879 bei, 1957 wirkte er bei der Gründung des FC Heimatland mit, 1977 war er Mitinitiator des FC Stradivari. Von 1972 bis 1984 kickte er im FC Grossrat. Jahrzehntelang war er Mitglied der Genossenschaft Stadion St. Jakob, der Eigentümerin des Joggeli. Er war Mitglied der Basler Sportkommission sowie im Vorstand der IG Basler Sportverbände und gehörte zu den grossen Förderern des Schweizer Sportmuseums.
Für seine Verdienste um Basel wurde Meier 1994 als Ehrespalebärglemer ausgezeichnet.
Im Alter von 71 Jahren starb Meier in seinem Oberwalliser Domizil, seine letzte Ruhestätte fand er auf dem Basler Wolfgottesacker. Einen Grossteil (brutto über 2,5 Millionen Franken) seines Vermögens vermachte er testamentarisch einer Stiftung, die besonders bedürftige Basler jeweils zu Weihnachten mit einem Geschenk erfreuen soll. Die Eugen A. Meier-Stiftung wird von der Basler Bürgergemeinde verwaltet.

## Werke (Auswahl)
- Basel: Eine illustrierte Stadtgeschichte. Helbing & Lichtenhahn, Basel 1969 (als Hrsg.)
- Aus dem alten Basel. Ein Bildband mit Geschichten aus den Anekdotensammlung von Johann Jakob Uebelin (1793–1873). Birkhäuser, Basel 1970.
- Basel in der guten alten Zeit. Von den Anfängen der Photographie (um 1865) bis zum 1. Weltkrieg. Birkhäuser, Basel 1972.
- Das süsse Basel. Ein Breviarium der süssen Kunst im alten Basel mit 414 Gutzi- und Süssspeisenrezepten aus sechs Jahrhunderten und zwölf Dutzend schwärmerischen Lebkuchensprüchen. Birkhäuser, Basel 1973.
- Verträumtes Basel. 5000 Häusernamen – ein unbekanntes Kapitel Basler Stadtgeschichte. Birkhäuser, Basel 1974.
- Das andere Basel. Stadtoriginale, Sandmännchen, Laternenanzünder, Orgelimänner, Heuwoogschangi, fliegende Händler und Stänzler im alten Basel. EAM, Basel 1975.
- Turnen und Handball. 100 Jahre RTV Basel 1879 (Sportliches Basel; 1). Birkhäuser, Basel 1979, ISBN 3-7643-1110-X.
- Badefreuden im alten Basel samt einer Beschreibung der historischen Gesundbrunnen im Baselbiet und Leimental (Basler Miniaturen, Bd. 1), EAM, Basel 1982.
- mit Hans Bauer: Der Basler Arbeitsrappen 1936–1984. Die Geschichte eines genialen Sozialwerks und dessen Auswirkungen auf die städtebauliche Entwicklung Basels. Birkhäuser, Basel 1984.
- Die Basler Fasnacht. Geschichte und Gegenwart einer lebendigen Tradition. Fasnachts-Comité Basel, Basel 1985.
- Vogel Gryff: Geschichte und Brauchtum der Drei Ehrengesellschaften Kleinbasels. Litera AG, Basel 1986.
- Das sagenhafte Basel. Litera AG, Basel 1987, ISBN 3-906701026.
- Basler Almanach: ein authentischer Geschichtskalender der Stadt und Landschaft Basel durch die Jahre 237 bis 1914. Buchverlag der Basler Zeitung, Basel 1988, ISBN 3-85815-175-0.
- Das süsse Basel. Gebäcke, Süssspeisen, Zuckerwaren, Pasteten, Tranksame. 2222 Rezepte. Buchverlag der Basler Zeitung, Basel 1996; zweite, veränderte und erweiterte Auflage unter dem Titel: Das süsse Basel. Eine Sammlung von weit mehr als 2222 in Basel aufgeschriebenen und angewandten Back- und Kochrezepten aus sechs Jahrhunderten. Buchverlag der Basler Zeitung, Basel 1996.